# فرانسوا-آندره دانیکان فیلیدور
فرانسوا-آندره دانیکان فیلیدور (فرانسوی: François-André Danican Philidor‎؛ ۷ سپتامبر ۱۷۲۶ – ۳۱ اوت ۱۷۹۵) آهنگساز و استاد شطرنج اهل فرانسه بود. او در پیشبرد اپرا کمیک اولیه سهیم بود.
فیلیدور نام‌آورترین شطرنج‌باز عصر خود بود و یک گشایش (دفاع فیلیدور) و نیز یک روش کیش‌ومات (Smothered mate) به نام او مشهور شده‌اند.به گفته او پیاده روح شطرنج است.